# عبدالله سهیل
عبدالله سهیل (انگلیسی: Abdullah Suhail؛ زادهٔ ۲۲ ژانویهٔ ۱۹۷۹) بازیکن فوتبال اهل امارات متحده عربی است.